# Területi viták listája

## Európában
| Terület                     | Vita |
| --------------------------- | --- |
| Gibraltár                   | Spanyolország magának követeli az 1704 óta brit kézben levő félszigetet. |
| Piran-öböl                  | Szlovénia a nemzetközi jog szokásos tengeri határkijelölési gyakorlatával szemben egy korridort követel Horvátország felségvizein át az Adria nemzetközi vizeire való szabad kijutáshoz. |
| Koszovó                     | Szerbia nem ismeri el a terület 2008-ban kikiáltott függetlenségét. |
| Kígyó-sziget                | Maga a sziget Ukrajna része, de a kontinentális talapzat egy részére Románia is igényt tart.                                                                                             |
| Dnyeszter Menti Köztársaság | Moldova nem ismeri el a köztársaság 1992-ben kikiáltott függetlenségét. |
| Krím                        | Oroszország 2014-ben annektálta az addig Ukrajna részét képező félszigetet. A terület Oroszországi Föderációhoz való csatlakozását egyetlen ország sem ismeri el.                        |
| Égei-szigetek               | Több kisebb sziget hovatartozása vita tárgyát képezi Görögország és Törökország között.                                                                                                  |
| Prevlaka-félsziget          | A Kotori-öböl bejáratába nyúló apró félsziget, melyet Horvátország birtokol. A földnyelvet a kikötő biztonsága érdekében Montenegró magáénak követeli.                                   |
| Rockall                     | Ez az apró, sziklás sziget az Egyesült Királyság területéhez tartozik, de igényt formál rá Dánia, Írország és Izland is.                                                                 |

## Ázsiában
| Terület                                          | Vita |
| ------------------------------------------------ | --- |
| Abu Musza-sziget, valamint még két kisebb sziget | Irán része, az Egyesült Arab Emírségek magának követeli |
| Határmenti falvak                                | Libanon területén néhány falu, Szíria igényt tart rá |
| Golán-fennsík                                    | Szíria visszaköveteli az Izrael által 1967-ben megszállt, 1981-ben pedig egyoldalúan annektált területet, amelynek csak kis részét kapta vissza az 1974-es fegyverszünet értelmében. |
| Palesztina (Ciszjordánia és Gázai övezet)        | az országok több mint fele elismeri. |
| David Gareja monostor                            | Grúzia és Azerbajdzsán vitatja. |
| Aksai Chin                                       | Kína része, India igényt tart rá. |
| Arunácsal Prades                                 | India része, Kína és Tajvan jogot formál rá. |
| Azad Kasmír                                      | Pakisztán része, India igényt formál rá. |
| Tajvan                                           | Kína igényt tart rá, 1949 óta de facto független állam. Tajvan viszont nem ismeri el a Kínai Kommunista Párt fennhatóságát a kontinentális Kínában.                                  |
| Dzsammu és Kasmír                                | Pakisztán régi követelése a muszlim többségű, India területéhez tartozó tartomány.                                                                                                   |
| Boraibari                                        | Banglades része, India igényt tart rá. |
| Tibet                                            | Kína függetlenséget, de minimum nagyobb autonómiát követelő, 1950-ben elfoglalt tartománya, szellemi vezetője, a dalai láma, száműzetésben van.                                      |
| Kuril-szigetek                                   | A Szovjetunió a második világháború után megszállta, ma Oroszország részét képezi. Japán visszaköveteli.                                                                             |
| Spratly-szigetek                                 | A Dél-kínai-tenger parányi és jórészt lakatlan, de földgázban és halban gazdag szigeteire Malajzia, Kína, Fülöp-szigetek, Tajvan, Vietnám és esetleg Brunei formál jogot.            |
| Paracel-szigetek                                 | A Dél-kínai-tenger e parányi és jórészt lakatlan, de földgázban és halban gazdag szigetei 1974 óta Kína ellenőrzése alatt állnak, de Vietnám és Tajvan is magáénak követeli.         |
| Senkaku-shoto (Diaoyu Tai) lakatlan szigetek     | Japán, Kína és Tajvan vitatja. |
| Yalu és Tumen folyókon lévő néhány sziget        | Észak-Korea és Kína vitatja. |
| Iszfara völgy                                    | Tádzsikisztán része, Kirgizisztán magának követeli. |
| Húrija Murija-szigetek                           | Omán része, Jemen magának követeli. |
| Kula Kangri és a Haa tartomány nyugati része     | Bhután része, Kína igényt formál rá. |
| Poipet és Paracsinburi                           | Thaiföld része, Kambodzsa magának követeli. |
| Kelet-Jeruzsálem                                 | Izrael és Palesztina vitatja. |
| Észak-Ciprus                                     | Ciprus nem ismeri el (és Törökországon kívül egyetlen ország sem) a sziget északi részének 1983-ban kikiáltott függetlenségét.                                                       |
| Abházia                                          | Grúzia nem fogadja el hajdani autonóm tartománya, Abházia elszakadását, amelyet 2008 óta orosz megszállás alatt álló területnek tekint.                                              |
| Dél-Oszétia                                      | Grúzia nem fogadja el hajdani autonóm tartománya, Dél-Oszétia elszakadását, amelyet 2008 óta orosz megszállás alatt álló területnek tekint.                                          |
| Tiran és Sanafir                                 | A két sziget a Tiran-szorosban fekszik, melyekre Egyiptom és Szaúd-Arábia is igényt tart. Jelenleg nemzetközi ellenőrzés alatt állnak.                                               |
| Satt el-Arab                                     | Az Eufrátesz és Tigris folyók torkolatában a pontos határkijelölés vita tárgyát képezi Irak és Irán között.                                                                          |

## Afrikában
| Terület                                            | Vita |
| -------------------------------------------------- | --- |
| Abyei                                              | Szudán része, Dél-Szudán magának követeli                                                                            |
| Badme                                              | Etiópia része, Eritrea igényt tart rá                                                                                |
| Bakassi                                            | Kamerun egy nemzetközi döntőbíráskodás részén megkapta Nigériától, amely azonban visszaköveteli                      |
| Ceuta                                              | Spanyolország része, Marokkó magának követeli                                                                        |
| Hala’ib                                            | Egyiptom része, Szudán magának követeli                                                                              |
| Illemi                                             | Kenya része, Dél-Szudán magának követeli                                                                             |
| Melilla                                            | Spanyolország része, Marokkó magának követeli                                                                        |
| Mayotte                                            | Franciaország része, a Comore-szigetek magának követeli                                                              |
| Petrezselyem-sziget                                | Spanyolország része, Marokkó igényt tart rá                                                                          |
| Rász Dúmeira                                       | Dzsibuti része, Eritrea igényt tart rá                                                                               |
| Alborán-szigetek                                   | Spanyolország része, Marokkó igényt tart rá                                                                          |
| Chafarainas-szigetek                               | Spanyolország része, Marokkó igényt tart rá                                                                          |
| Nyugat-Szahara                                     | 43 ország ismeri el, Marokkó annektálta, területének csaknem egésze marokkói irányítás alatt áll                     |
| Bassas da India, Európa-sziget, Juan de Nova       | Franciaország része, Madagaszkár igényt tart rá                                                                      |
| Brit Indiai-óceáni Terület                         | brit külbirtok, igénylik: Madagaszkár, Seychelle-szigetek, Comore-szigetek                                           |
| Glorioso-szigetek                                  | Franciaország része, igénylik: Madagaszkár, Seychelle-szigetek, Comore-szigetek                                      |
| Cabinda                                            | Angola része, igényli a Kongói Demokratikus Köztársaság                                                              |
| Caprivi-sáv                                        | Namíbia része, igénylik: Zambia, Zimbabwe, Botswana                                                                  |
| Tromelin-sziget                                    | Franciaország része, igénylik: Mauritius, Seychelle-szigetek                                                         |
| Yenga és egy terület a Makona és Moa folyók között | Sierra Leone része, Guinea magának követeli                                                                          |
| Szomáliföld                                        | Szomáliföld de facto önálló állam a Szomáli-félszigeten, Szomália elismert területén. Egyetlen ország sem ismeri el. |

## Amerikában
| Terület           | Vita                                                                           |
| ----------------- | ------------------------------------------------------------------------------ |
| Navassa-sziget    | USA külbirtoka, Haiti magának követeli                                         |
| Falkland-szigetek | Egyesült Királyság külbirtoka, Argentína magának követeli                      |
| Hans-sziget       | Kanada, Grönland                                                               |
| Guantánamói-öböl  | az USA örökös bérleti jogát Kuba egyoldalúlag felmondta                        |
| Guayana Esequiba  | Venezuela igényt tart Guyana az Essequibo-folyótól nyugatra fekvő területeire. |

## Óceániában
| Terület     | Vita                                               |
| ----------- | -------------------------------------------------- |
| Wake-sziget | USA külbirtoka, Marshall-szigetek magának követeli |

## Antarktiszon
| Terület                                | Vita                                                       |
| -------------------------------------- | ---------------------------------------------------------- |
| Tűzföld tartomány része                | Argentína, Chile és az Egyesült Királyság ütköző igénye    |
| Déli-Georgia és Déli-Sandwich-szigetek | Az Egyesült Királyság külbirtoka, igényt tart rá Argentína |
| Chilei Antarktiszi Terület             | Chile, Argentína és az Egyesült Királyság ütköző igénye    |
| Brit Antarktiszi Terület               | Az Egyesült Királyság, Chile és Argentína ütköző igénye    |

## Külső hivatkozások
- Eggyel több ország van a világban (Index, 2011. július 10.): cikk Dél-Szudán apropóján az önállósult vagy azt fontolgató államokról, tartományokról – Szomáliföld, Puntföld, Dnyeszter Menti Köztársaság, Grönland, Skócia, Québec, valamint Flandria és Vallónia
- Térkép